# Okaara
× Okaara, (abreviado Okr) en el comercio, es un híbrido intergenérico entre los géneros de orquídeas Ascocentrum × Renanthera × Rhynchostylis × Vanda. Fue publicado en Orchid Rev. 88(1045) cppo: 12 (1980).